# Miloš Glonek
Miloš Glonek (* 26. září 1968) je bývalý slovenský fotbalový obránce, reprezentant Československa a Slovenska. Za československou reprezentaci odehrál v letech 1991–1993 třináct zápasů a za slovenskou 12 zápasů. V lize odehrál 91 utkání a dal 4 góly. Hrál za Slovan Bratislava (1989–1993), s nímž získal roku 1992 mistrovský titul. V evropských pohárech nastoupil čtyřikrát.